# Crash (dansk TV-serie)
Crash är ett danskt barnprogram i 13 avsnitt från 1984. Programmet är skrivet av Carsten Overskov och hade premiär i dansk tv den 6 januari 1984.
Serien sändes av SVT i Sverige under sommarmorgnarna 1985.

## Handling
Crash handlar om pojken Birger, som äger det första numret av serietidningen "Thunderboy". En dag blir tidningen värd 10 000 kronor. Birger letar febrilt men hittar den inte. Helt plötsligt flyger hans pojkrum ut i rymden. Birger kan styra rummet med hjälp av sin skrivbordslampa. Han möter först en gigantisk hand som Iris åker med. Sedan så kommer han fram till ett svart hål där det kommer ett rymdskepp som ser ut som en drake. Draken öppnar munnen och ut kommer en gripklo som håller det första numret av Thunderboy. Det är skurken Barry Slisk som har tidningen.

## Roller
- Lars Ranthe – Birger
- Jeannie Mortensen – Iris
- Anne Marie Helger – morsan
- Peter Steen – farsan
- Jacob Christensen
- Ib Thykier
- Torben Hundahl
- Niels Skousen